# Die rothaarige Frau

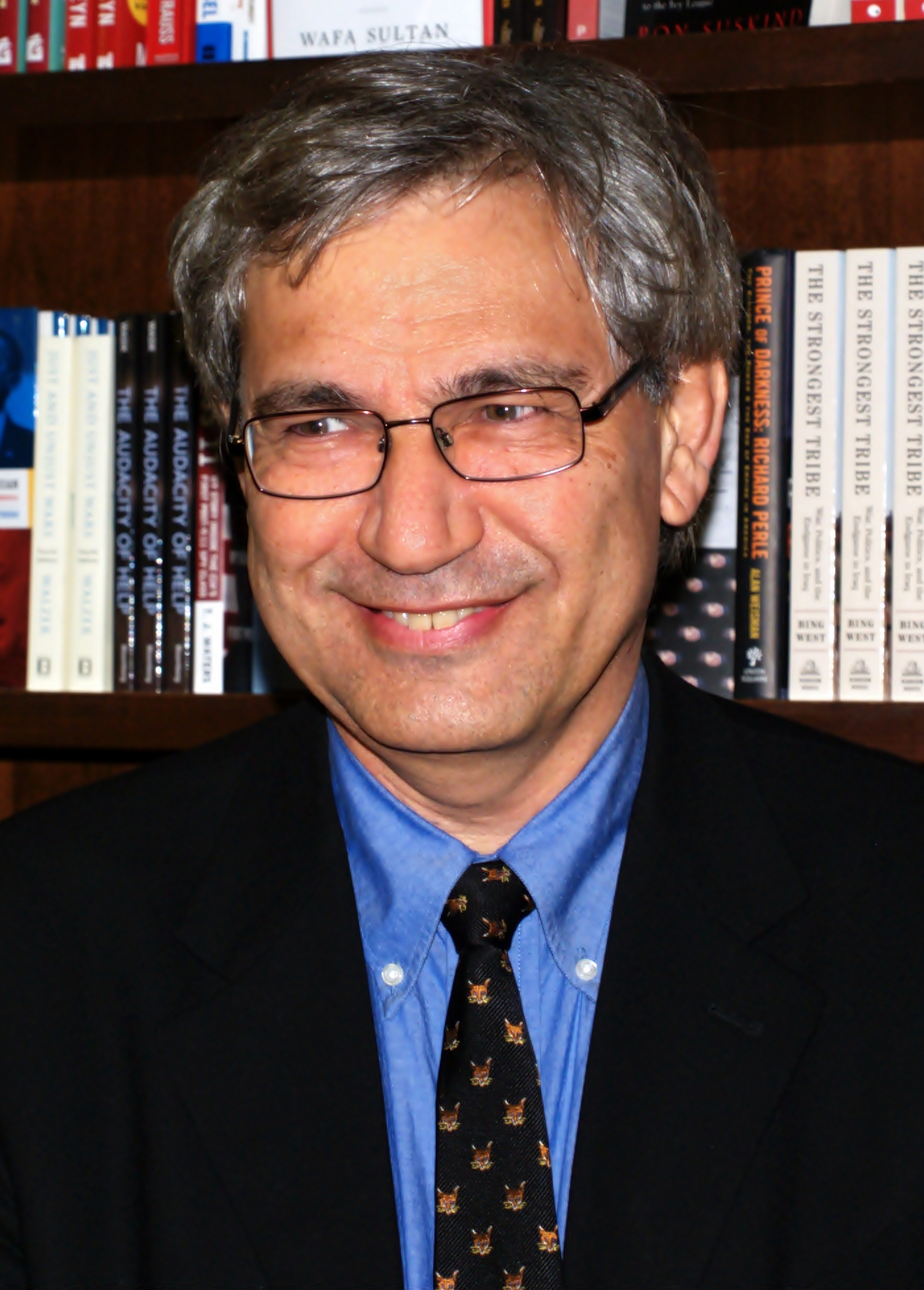
Orhan Pamuk, 2009

Der Roman Die rothaarige Frau wurde von Orhan Pamuk verfasst und erschien 2017 in der Übersetzung aus dem Türkischen durch Gerhard Meier erstmals auf Deutsch beim Carl Hanser Verlag. Die Originalausgabe wurde 2016 unter dem Titel Kırmızı Saçlı Kadın vom Verlag Yapı Kredı Yayınları veröffentlicht. Der Roman schildert die Erinnerungen scheinbar aus Perspektive des Ich-Erzählers Cem an ein lang zurück liegendes Ereignis und dessen Auswirkungen auf sein weiteres Leben. Der Autor verknüpft die in der modernen Türkei angesiedelte Handlung mit der griechischen Ödipus-Sage sowie der Sage von Rostam und Sohrab aus dem persischen Nationalepos Schāhnāme. Der Roman ist in drei Teile gegliedert. Der erste Teil umfasst die Kapitel 1 bis 21, der zweite Teil die Kapitel 22 bis 43, der dritte, kurze Teil nennt sich „die rothaarige Frau“.

## Inhalt

### Erster Teil
Die Handlung spielt Mitte der 1980er Jahre in Istanbul. Cem Çeliks Vater, ein Apotheker, verschwindet plötzlich und lässt ihn und seine Mutter unversorgt zurück. Sie ziehen zu einem Onkel nach Gebze. Der 17-jährige Cem findet während der Sommerferien Arbeit beim Brunnenbaumeister Mahmut, der für ihn zu einem Ersatzvater wird. Sie graben auf einem Plateau mit primitiven Mitteln einen Brunnen, stoßen aber trotz wochenlanger, harter Arbeit nicht auf Wasser. Cem verliebt sich in die 33-jährige rothaarige Schauspielerin Gülcihan, die mit ihrer Wandertruppe im naheliegenden Ort auftritt. Sie beginnen eine sexuelle Affäre, von deren Folge, der Sohn Enver, Cem erst zwanzig Jahre später erfährt. Diese Beziehung endet durch einen Unfall an der Baustelle. Beim Hochziehen des Aushubs ist Cem unaufmerksam und die Ladung stürzt in den Schacht auf Mahmut. Er fürchtet, dessen Tod verursacht zu haben, und läuft in Panik davon. So erfährt er nicht, dass sein Meister mit einer zerschmetterten Schulter den Unfall überlebt hat.

### Zweiter Teil
Der zweite Teil schildert das weitere Schicksal von Cem. Er hat Schuldgefühle und rechnet ständig mit seiner Verhaftung, erzählt aber niemanden, was vorgefallen ist. Schließlich geht das Leben weiter. Er studiert Geologie, auch wenn er davon geträumt hatte, Schriftsteller zu werden, und arbeitet als erfolgreicher Bauunternehmer in der Türkei, in Kasachstan und Aserbaidschan. Er heiratet Ayse, die Tochter des Onkels. Die Ehe bleibt kinderlos, aber Cem und seine Frau sind zufrieden. Beide reisen viel ins Ausland und entwickeln ein besonderes Interesse für Mythologie. Mit dieser Beschäftigung verarbeitet das Paar seine Kinderlosigkeit, aber Cem spürt, dass die Mythen von Ödipus und Rostam und Sohrab auch etwas mit ihm und seiner Vergangenheit zu tun haben.
Cem begegnet seinem Vater wieder. Nach dessen Beerdigung trifft er auf die rothaarige Frau und erfährt, dass sie die Geliebte des Vaters war. V. a. ist sie aber die Mutter seines inzwischen 20-jährigen Sohnes Enver, den er in ihrer Liebesnacht gezeugt hat. Enver ist Steuerberater, neigt dem islamischen Fundamentalismus zu und kritisiert den „Individualismusfimmel“ seines Vaters. Er führt ihn zu dem Brunnen, in dem Cem seinen Meister Mahmut verletzt zurückgelassen hat, und es entwickelt sich ein Kampf zwischen Vater und Sohn.

### Dritter Teil
Der kurze dritte Teil wird aus Sicht der rothaarigen Frau geschildert. Cem ist in den Brunnen gestürzt. Enver sitzt in Untersuchungshaft und wird beschuldigt, seinen Vater ermordet zu haben, um sich das Erbe zu sichern. Der Leser erfährt, was Gülcihan inzwischen widerfahren ist, wie sie ihren Sohn in Schutz nimmt und ihn dazu bewegt, das vorliegende Buch zu schreiben.

## Stil und Motive
Der Roman ist erzähltechnisch einfacher gestaltet als viele andere Werke des Autors. Die Handlung wird chronologisch, linear erzählt. Ein Perspektivenwechsel, der in anderen Romanen Pamuks häufig zu finden ist, kommt nur einmal am Ende vor, betrifft dann aber den ganzen Roman. Auch die Sprache ist gut verständlich gehalten. Innere Monologe finden sich kaum.

Der Autor verschränkt die Handlung mit dem Geschehen bekannter Epen sowohl aus der östlichen als auch der westlichen Mythologie. Die Sagen von Ödipus sowie Rostam und Sohrab stehen am Ende des Romans für unterschiedliche Handlungsmodelle. Zudem bekommt die Vater-Sohn-Thematik dadurch eine weitere Bedeutungsebene. Neben dieser Thematik geht es im Roman auch um Schuld und Schamgefühle sowie die Unfähigkeit, damit umzugehen. Facettenreich wird die Spannung innerhalb der Türkei zwischen einem modernen, westlich geprägten Weltbild einerseits und rückständigen Wirtschaftsweisen sowie den osmanischen oder persischen Traditionen andererseits geschildert. Damit behandelt Die rothaarige Frau Themen, die auch andere Werke des Autors prägen:
„Was die Literatur heute in erster Linie erzählen und erforschen sollte, das ist der Menschheit grundsätzliches Problem, nämlich Minderwertigkeitsgefühle, die Furcht, ausgeschlossen und unbedeutend zu sein, verletzter Nationalstolz, Empfindlichkeiten, verschiedenste Arten von Groll und grundsätzlichem Argwohn, nicht enden wollende Erniedrigungsphantasien und damit einhergehend nationalistische Prahlerei und Überheblichkeit. Diese Phantasien, die meist auf irrationale und überschwängliche Weise ausgedrückt werden, verstehe ich nur allzu gut, sobald ich ins Dunkel meiner eigenen Seele blicke.“

## Rezeption
Der Roman ist im Herbst 2017 in Deutschland erschienen. Die Markteinführung wurde durch Lesungen des Autors begleitet. Die bekannten deutschsprachigen Tages- und Wochenzeitungen haben den Roman ausführlich besprochen. Die Resonanz war vielfach positiv, es gab allerdings auch kritische Besprechungen bzw. Anmerkungen.

Bei ZeitOnline hebt Burkhard Müller in seinem Fazit die Auswirkungen der politischen Gegenwart auf den Roman hervor:
„Zugleich jedoch merkt der Leser, wie der Autor vor einer klaren Diagnose zurückweicht, und zwar besonders immer dann, wenn die Frage der Gewalt ins Spiel kommt: […] Man spürt, dass Pamuk, wie alle Intellektuellen heute in der Türkei, Angst hat vor der unberechenbaren Staatsmacht. Verdenken kann man ihm das kaum, denn er, der Nobelpreisträger, ist der exponierteste von ihnen. Doch es hat Folgen für sein Buch. Ein rundes Ganzes, ein Meisterwerk im klassischen Sinn hat es so nicht werden können.“
Die Erzählkunst des Autors wird positiv hervorgehoben, wobei einige Rezensenten die mythisch-metaphorische Überladung kritisieren:
„Orhan Pamuk hat dies äußerst kunstvoll arrangiert, aber die erzählerische Vitalität aus früheren Werken, die nicht selten Sogwirkung entfachte, leidet unter dem aufgeblähten symbolischen Ballast erheblich. Im Fall der rothaarigen Frau wäre weniger mehr gewesen.“
„Reizvoll an Pamuks Roman ist, dass er nicht nur mit dem klassischen Ödipus-Motiv spielt, sondern auch durch den Rückgriff auf das persische Epos die Kräfteverhältnisse umdreht: Ein Vater ermordet seinen Sohn. So ergänzen sich die beiden furchterregenden Legenden, griechische Antike und persische Sagenwelt, Okzident und Orient. Allerdings breitet Pamuk den Vater-Sohn-Zwist als Motiv so genüsslich aus, spickt seinen Text mit so vielen Anspielungen und Zitaten, dass man die Zettelkästen des Autors förmlich vor sich sieht. So hat man als Leserin das Gefühl, der Autor verliert sich ein bisschen in dem Motiv, das fast obsessiv den Roman durchzieht.“